# Назиха аль-Дулайми
Назиха Явдет Ашха аль-Дулайми (род. 1923, Багдад — 9 октября 2007, Гердекк) — первая активистка иракского феминистского движения. 10 марта 1952 года она стала соучредителем и первым президентом Иракской женской лиги. Она также была первой женщиной-министром в новейшей истории Ирака и первой женщиной-министром в арабском мире.

## Биография
Назиха аль-Дулайми родилась в 1923 году в Багдаде. Назиха изучала медицину в Королевском медицинском колледже, который впоследствии стал частью Багдадского университета. Тогда она была одной из немногих студенток-медиков. Во время учебы она присоединилась к «Ассоциации женщин для борьбы с фашизмом и нацизмом» и принимала активное участие в ее работе. Позже, когда ассоциация сменила название на «Иракская женская ассоциация», она стала членом ее исполкома. Назиха аль-Дулайми была вовлечена в антиимпериалистическое движение. Она активно принимала участие в январе 1948 года в движении Аль-Ватба («Прыжок») против возобновления англо-иракского договора.
В 1941 году закончила обучение медицине. После окончания обучения была назначена в Королевскую больницу в Багдаде, а затем переведена в больницу в Кархе. В течение этого времени ее преследовал аппарат безопасности монархии за ее сострадание к бедным и бесплатное лечение, которое она предложила им в своей клинике в районе Шавака. Переехав в Сулеймании (в Курдистане), ее клиника снова стала убежищем для обездоленных пациентов, которые получали ее уход и поддержку бесплатно.
В 1948 году она вступила в Иракскую коммунистическую партию, которая принимала участие в борьбе против монархии в Ираке.
В 1952 году она написала книгу «Иракская женщина». Она описала женщин, принадлежащих к классу аль-Фаллахин (сельского происхождения), которые, по ее словам, были лишены всех прав и порабощены как мужчинами, так и классовым угнетением. Однако она также описала женщин из высших классов, материальный статус которых был другим, но мужчины все равно относились к ним как к собственности, а не как к полноправным людям.
Она пыталась возродить Ассоциации иракских женщин и, при поддержке десятка женщин-активисток, попросила власти создать «Ассоциацию освобождения женщин». Определенное время организация могла легально действовать. Однако заявка была отклонена. В ответ подписанты под руководством доктора Назиха решили создать эту организацию, хотя и тайно, сменив ее название на Лигу защиты иракских женщин. Таким образом Лига была создана 10 марта 1952 года. Задачи Лиги включали:
- Борьба за мир, национальное освобождение и демократию.
- Защита прав и равенства женщин в Ираке.
- Защита иракских детей.

Благодаря участию доктора Назиха и Лиги до Революции 1958 года значение Лиги значительно возросло. После трех конференций в 1959—1961 годах количество членов организации выросло до 42 000.
Иракская женская лига стала постоянным членом Международной федерации (IWF). Сама доктор Назиха была избрана в состав ассамблеи и правления Федерации, а впоследствии стала вице-президентом этой международной организации.
Она также известна как врач. В 1950-х годах принимала участие в изучении и искоренении бактерий Беджель на юге Ирака.

## В правительстве Ирака
В 1959 году, после свержения монархии, президент Абдель Керим Касим назначил её министром общин в правительстве как единственного официального члена Иракской компартии в его республиканском кабинете. Она стала первой женщиной-министром в новейшей истории Ирака, а также первой женщиной-министром в арабском мире. Она заняла пост государственного министра и в следующем составе кабинета.
Во время своей правительственной карьеры Аль-Дулайми сыграла ключевую роль в превращении огромных трущоб восточного Багдада в масштабный общественный и жилой проект, который стал известным как город Таура (Революция) — теперь город Садр. Она также была основательницей светских Гражданских прав с 1959 года, которые опережали ее время в либерализации законов о браке и наследстве в пользу иракских женщин.

## Эмиграция
В 1970-х годах она эмигрировала в Германию. Даже в 1990-х она не прекращала работать в женском движении, особенно в Иракской женской лиге. Последним важным событием, в котором она принимала активное участие, был семинар по вопросам положения иракских женщин, который состоялся в 1999 году в Кёльне (Германия).
Принимала участие в подготовке 5-го Конгресса Иракской женской лиги, но незадолго до ее созыва (в марте 2002 года) с ней случился инсульт, в результате которого она была парализована.
Назиха аль-Дулайми умерла 9 октября 2007 года в городе Гердекк (Германия) в возрасте 84 лет.